# 自治医大駅

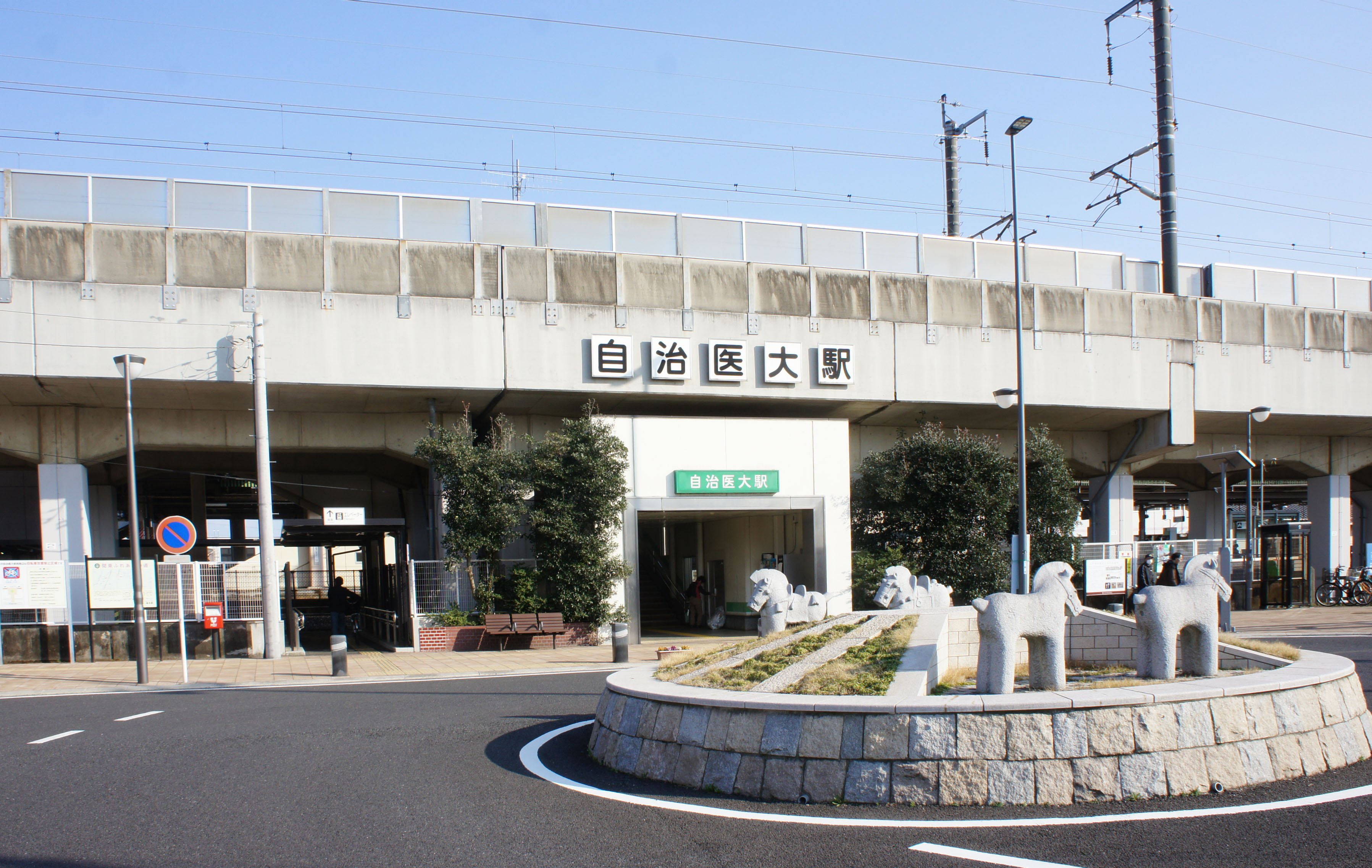
西口（2019年3月）

自治医大駅（じちいだいえき）は、栃木県下野市医大前三丁目にある、東日本旅客鉄道（JR東日本）東北本線の駅である。
「宇都宮線」の愛称区間に含まれており、上野駅発着系統と、新宿駅経由で横須賀線に直通する湘南新宿ライン、上野駅・東京駅経由で東海道線に直通する上野東京ラインが停車する。東北本線（宇都宮線）内における休日おでかけパスのフリーエリアは当駅までである。
2018年4月1日にあしかがフラワーパーク駅が開業するまでは、栃木県で最も新しいJRの駅であった。

## 歴史
駅の東側に広がる住宅地開発（グリーンタウンしもつけ）に伴う駅として、また自治医科大学附属病院への通院、見舞い客の足として開業した。
開業時の駅名選定の際には、駅の所在する旧国分寺町が「新小金井駅」を推す一方で、駅に隣接しグリーンタウンしもつけの大部分を占める旧南河内町は、日本三戒壇の1つで町内にある下野薬師寺にちなんだ「薬師寺駅」を推し、開業直前まで駅名が定まらなかった。最終的には近接する自治医科大学の名を冠することで決着した。

### 年表
- 1983年（昭和58年）4月27日：日本国有鉄道（国鉄）の駅として開業[2]。
- 1987年（昭和62年）4月1日：国鉄分割民営化により、東日本旅客鉄道の駅となる[2]。
- 2000年（平成12年）2月18日：自動改札機を設置し、供用開始[3]。
- 2001年（平成13年）11月18日：ICカードSuica供用開始。
- 2006年（平成18年）7月8日：ダイヤ改正により15両編成列車の停車開始。この数か月前にホームの延長工事が行われた。
- 2007年（平成19年）
  - 3月18日：ホームへの発車標を設置。
  - 6月8日：ホーム上のSuicaグリーン券券売機稼動開始。宇都宮 - 大宮間の駅の中では石橋駅とともに一番遅かった。
  - 10月18日：指定席券売機稼動開始。
- 2013年（平成25年）
  - 4月23日：みどりの窓口の営業が終了。
  - 5月1日：業務委託化[4]。
- 2015年（平成27年）3月8日：遠隔操作システム導入に伴い、始発 - 6:40頃まで駅員無配置化。
- 2017年（平成29年）3月1日：駅名標の英語表記が「Jichiidai」から「Jichi Medical University」に変更。

## 駅構造
島式ホーム1面2線を有する地上駅で、橋上駅舎を有している。改札階からホームまではエスカレーター・エレベーターがある。改札外においては東口・西口それぞれにエレベーターが設置されている。当駅のすぐ西側には東北新幹線が走っており、橋上駅舎からは通過している新幹線列車の姿がよく見える。小山車両センターが近くにあることから今後の増発に備え西側には留置線を作る用地が確保されている。
小金井駅管理の業務委託駅（JR東日本ステーションサービス委託）。Suica対応自動改札機・指定席券売機・駅員不在時対応として改札窓口・多機能券売機・自動精算機脇にインターホンが設置されているほか、自動体外式除細動器 (AED) も常備されている。みどりの窓口は2013年4月23日をもって営業を終了した。
駅売店はないが、改札口付近の駅東西自由通路上に清涼飲料水の自動販売機とともに、新聞（朝刊）の自動販売機が並ぶ。その横に、コインロッカーが設置されている。

### のりば
| 番線 | 路線                 | 方向 | 行先                 |
| ---- | -------------------- | ---- | -------------------- |
| 1    | ■ 宇都宮線（東北線） | 上り | 小山・大宮・上野方面 |
| 1    | ■ 湘南新宿ライン     | 上り | 大宮・新宿・横浜方面 |
| 1    | ■ 上野東京ライン     | 上り | 上野・東京・横浜方面 |
| 2    | ■ 宇都宮線（東北線） | 下り | 宇都宮・黒磯方面     |

（出典：JR東日本:駅構内図）
- 湘南新宿ラインの列車は前述のように横須賀線へ直通する。

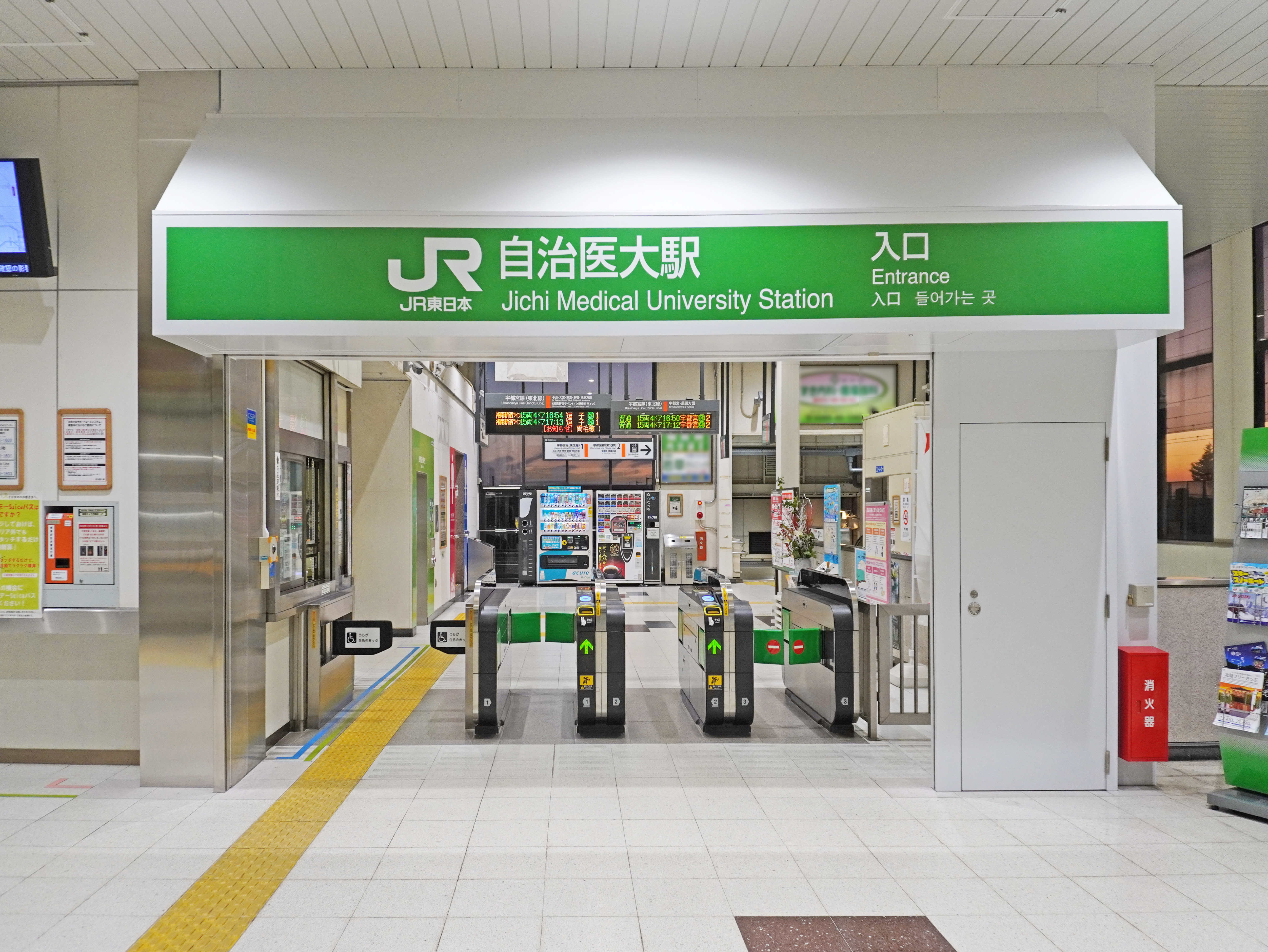
改札口（2022年12月）
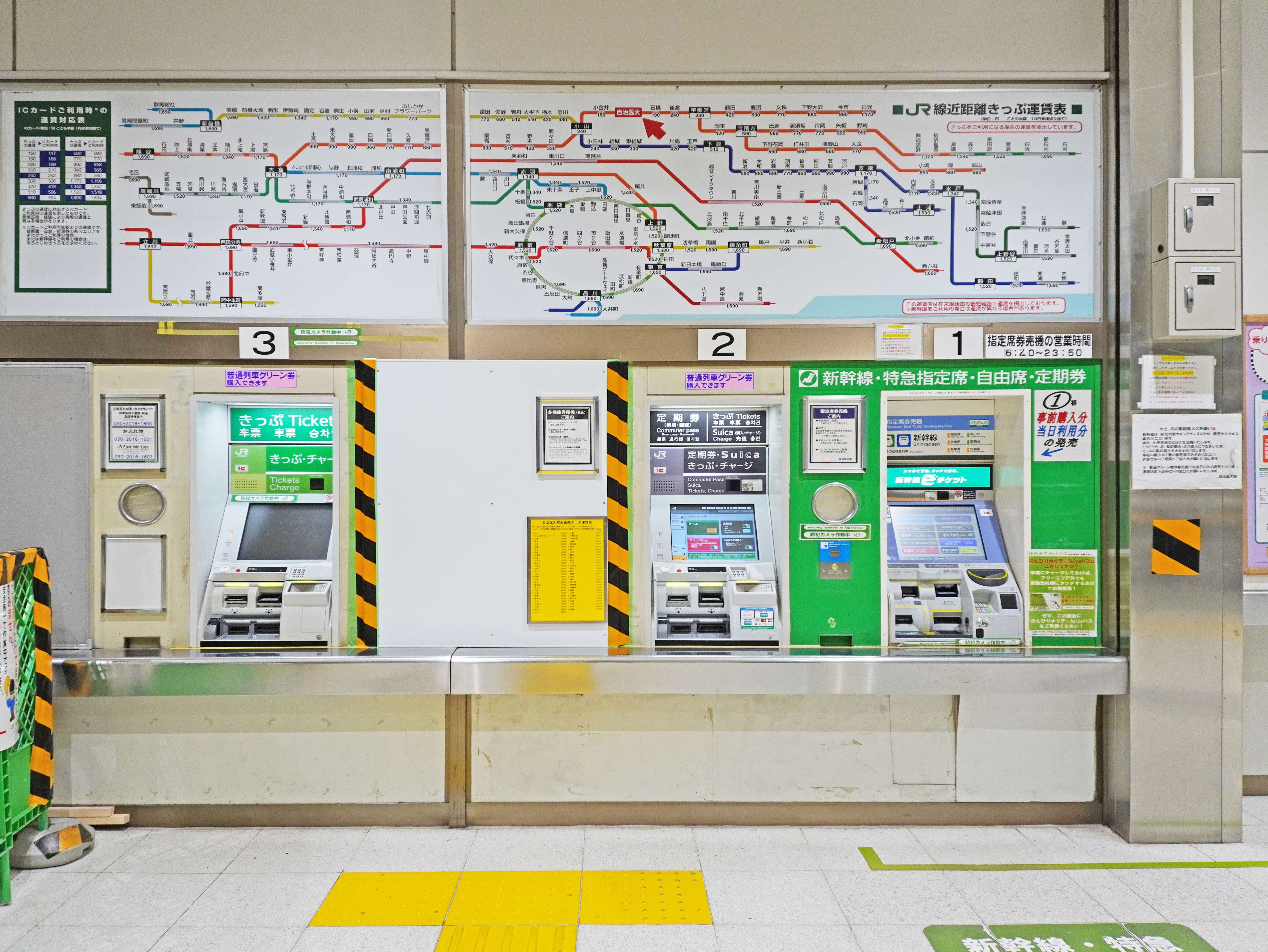
自動券売機（2022年12月）
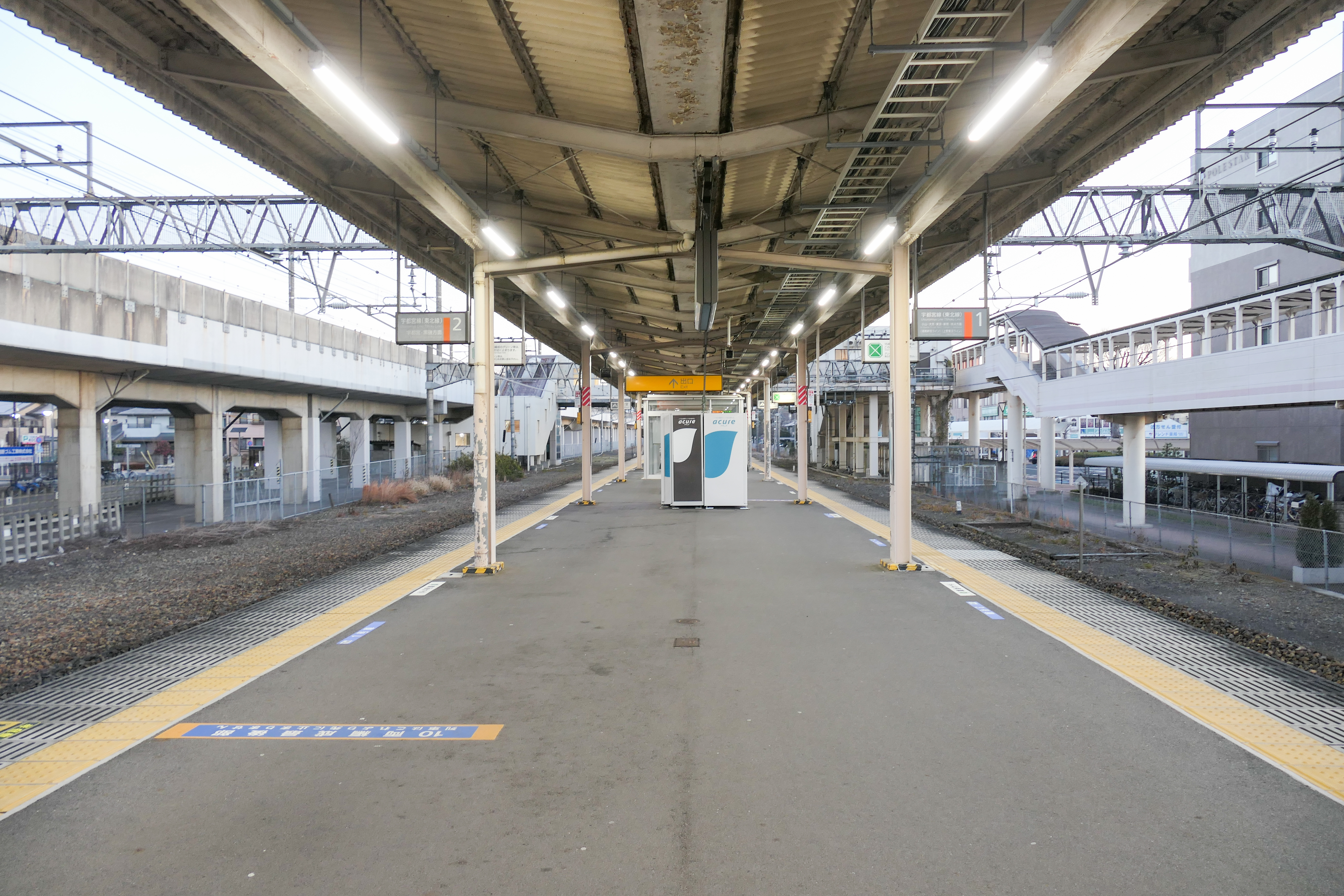
ホーム（2022年12月）

## 利用状況
JR東日本によると、2023年度（令和5年度）の1日平均乗車人員は3,075人である。
2000年度（平成12年度）以降の推移は以下のとおりである。
| 乗車人員推移       | 乗車人員推移     | 乗車人員推移    |
| 年度               | 1日平均 乗車人員 | 出典            |
| ------------------ | ---------------- | --------------- |
| 2000年（平成12年） | 3,680            | [ 利用客数 2 ]  |
| 2001年（平成13年） | 3,729            | [ 利用客数 3 ]  |
| 2002年（平成14年） | 3,723            | [ 利用客数 4 ]  |
| 2003年（平成15年） | 3,715            | [ 利用客数 5 ]  |
| 2004年（平成16年） | 3,750            | [ 利用客数 6 ]  |
| 2005年（平成17年） | 3,814            | [ 利用客数 7 ]  |
| 2006年（平成18年） | 3,774            | [ 利用客数 8 ]  |
| 2007年（平成19年） | 3,883            | [ 利用客数 9 ]  |
| 2008年（平成20年） | 3,860            | [ 利用客数 10 ] |
| 2009年（平成21年） | 3,787            | [ 利用客数 11 ] |
| 2010年（平成22年） | 3,774            | [ 利用客数 12 ] |
| 2011年（平成23年） | 3,791            | [ 利用客数 13 ] |
| 2012年（平成24年） | 3,771            | [ 利用客数 14 ] |
| 2013年（平成25年） | 3,801            | [ 利用客数 15 ] |
| 2014年（平成26年） | 3,702            | [ 利用客数 16 ] |
| 2015年（平成27年） | 3,714            | [ 利用客数 17 ] |
| 2016年（平成28年） | 3,695            | [ 利用客数 18 ] |
| 2017年（平成29年） | 3,673            | [ 利用客数 19 ] |
| 2018年（平成30年） | 3,597            | [ 利用客数 20 ] |
| 2019年（令和元年） | 3,520            | [ 利用客数 21 ] |
| 2020年（令和02年） | 2,567            | [ 利用客数 22 ] |
| 2021年（令和03年） | 2,667            | [ 利用客数 23 ] |
| 2022年（令和04年） | 2,868            | [ 利用客数 24 ] |
| 2023年（令和05年） | 3,075            | [ 利用客数 1 ]  |

## 駅周辺

### 東口

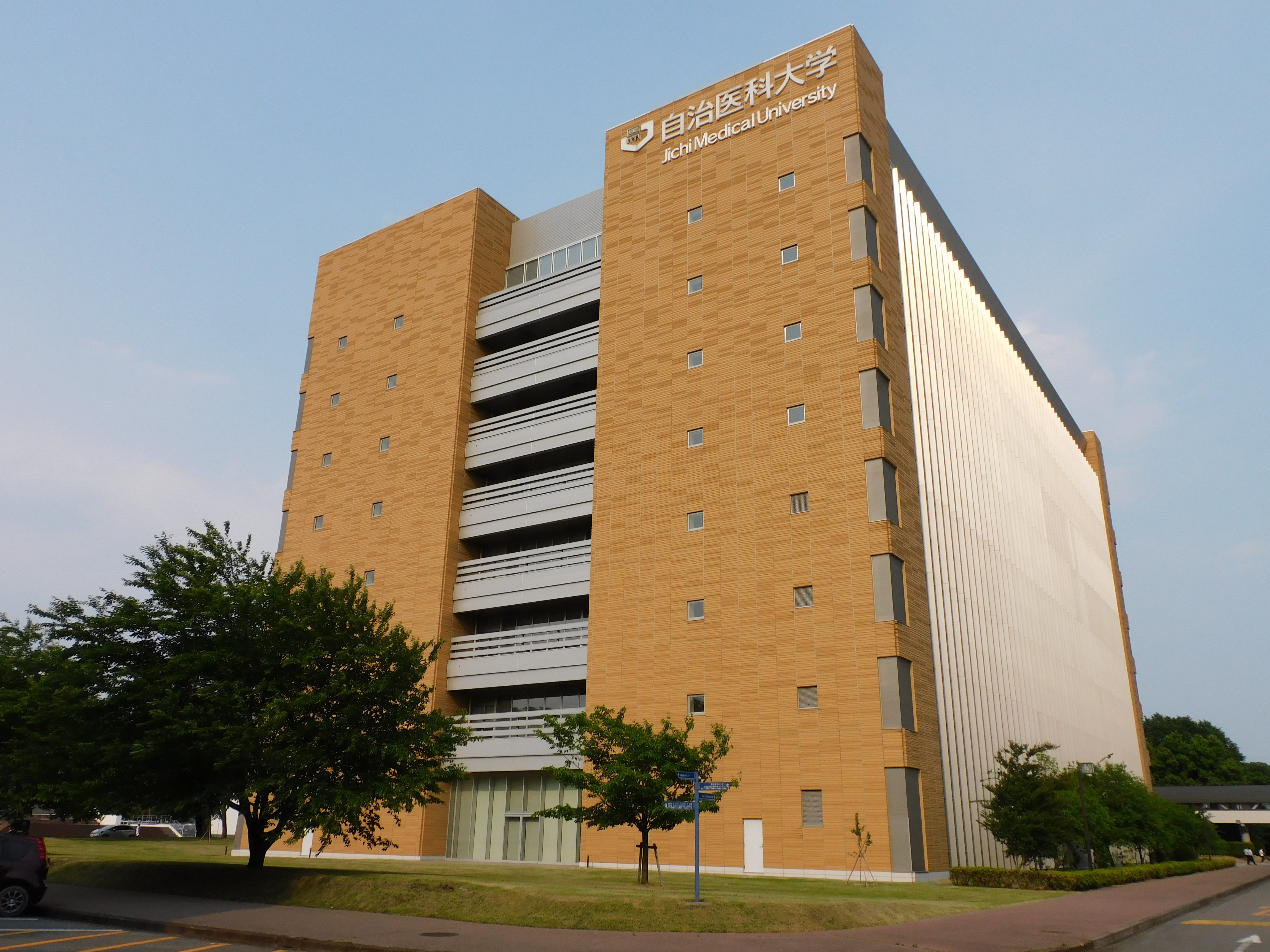
自治医科大学

東口一帯は自治医科大学の南側に広がる、旧住宅・都市整備公団（現・UR都市機構）が開発したニュータウン、「グリーンタウンしもつけ」が基となった街である。下野市は自治医大駅周辺地区都市再生整備計画事業を2019年度に着手し、東口広場へのシェルター設置や東口へのアクセス道路の整備などを進めている。
- 自治医大駅前郵便局
- 自治医科大学
- 自治医科大学附属病院（正面玄関まで徒歩10分程度）
  - 　自治医科大学内簡易郵便局
- ドナルド・マクドナルド・ハウス（自治医大小児病棟横）
- 市営自治医大駅前駐輪場
- TSUTAYA自治医大店
- スーパーかましん 自治医大店（徒歩5分程度）
- 栃木県道310号下野二宮線
- 栃木県道336号自治医大停車場線
  - 県道336号経由で駅から新4号国道・小山石橋バイパス「薬師寺南」交差点まで約1.9 km
- 栃木県道339号小山下野線

### 西口
西口は駅前を離れると田園風景が広がる。かつては駅を境に自治体が分かれており、駅舎および東口の一角は旧国分寺町であった。
2016年5月に、これまでの旧3町役場を統合した下野市新庁舎が国道4号沿いに開所した。
- 国道4号（日光街道）
- 栃木県道183号下野壬生線
- 下野市役所（徒歩5分程度）

### バス路線
東口に設置されている「自治医大駅」停留所にて、関東自動車小山営業所が運行する路線バスが発着する。
- 自治医大線：自治医大病院[7]

## 隣の駅
東日本旅客鉄道（JR東日本）
■宇都宮線
■快速（「ラビット」を含む）・■普通
小金井駅 - 自治医大駅 - 石橋駅

### 記事本文

### 利用状況
1. 1 2  “各駅の乗車人員（2023年度）”.   東日本旅客鉄道. 2024年7月20日閲覧。
2. ↑  “各駅の乗車人員（2000年度）”.   東日本旅客鉄道. 2019年2月13日閲覧。
3. ↑  “各駅の乗車人員（2001年度）”.   東日本旅客鉄道. 2019年2月13日閲覧。
4. ↑  “各駅の乗車人員（2002年度）”.   東日本旅客鉄道. 2019年2月13日閲覧。
5. ↑  “各駅の乗車人員（2003年度）”.   東日本旅客鉄道. 2019年2月13日閲覧。
6. ↑  “各駅の乗車人員（2004年度）”.   東日本旅客鉄道. 2019年2月13日閲覧。
7. ↑  “各駅の乗車人員（2005年度）”.   東日本旅客鉄道. 2019年2月13日閲覧。
8. ↑  “各駅の乗車人員（2006年度）”.   東日本旅客鉄道. 2019年2月13日閲覧。
9. ↑  “各駅の乗車人員（2007年度）”.   東日本旅客鉄道. 2019年2月13日閲覧。
10. ↑  “各駅の乗車人員（2008年度）”.   東日本旅客鉄道. 2019年2月13日閲覧。
11. ↑  “各駅の乗車人員（2009年度）”.   東日本旅客鉄道. 2019年2月13日閲覧。
12. ↑  “各駅の乗車人員（2010年度）”.   東日本旅客鉄道. 2019年2月13日閲覧。
13. ↑  “各駅の乗車人員（2011年度）”.   東日本旅客鉄道. 2019年2月13日閲覧。
14. ↑  “各駅の乗車人員（2012年度）”.   東日本旅客鉄道. 2019年2月13日閲覧。
15. ↑  “各駅の乗車人員（2013年度）”.   東日本旅客鉄道. 2019年2月13日閲覧。
16. ↑  “各駅の乗車人員（2014年度）”.   東日本旅客鉄道. 2019年2月13日閲覧。
17. ↑  “各駅の乗車人員（2015年度）”.   東日本旅客鉄道. 2019年2月13日閲覧。
18. ↑  “各駅の乗車人員（2016年度）”.   東日本旅客鉄道. 2019年2月13日閲覧。
19. ↑  “各駅の乗車人員（2017年度）”.   東日本旅客鉄道. 2019年2月13日閲覧。
20. ↑  “各駅の乗車人員（2018年度）”.   東日本旅客鉄道. 2019年7月11日閲覧。
21. ↑  “各駅の乗車人員（2019年度）”.   東日本旅客鉄道. 2020年7月10日閲覧。
22. ↑  “各駅の乗車人員（2020年度）”.   東日本旅客鉄道. 2021年7月11日閲覧。
23. ↑  “各駅の乗車人員（2021年度）”.   東日本旅客鉄道. 2022年8月5日閲覧。
24. ↑  “各駅の乗車人員（2022年度）”.   東日本旅客鉄道. 2023年7月9日閲覧。